# 古拉姆·卡什亞
古拉姆·卡什亞（1987年7月4日—）是一位喬治亞足球運動員，在場上司職中後衛。他現在效力於斯洛伐克超級足球聯賽球隊巴迪斯拉華施洛雲體育會。他也是喬治亞國家足球隊的一員。

## 外部連結
- Player profile at Dinamo's official website （页面存档备份，存于） （喬治亞語）
- 古拉姆·卡什亞 – FIFA國際賽競賽紀錄 (存檔)
- 古拉姆·卡什亞在 National-Football-Teams.com 上的出场纪录
- Voetbal International profile （页面存档备份，存于） （荷蘭語）
- Soccerway資料庫：古拉姆·卡什亞